# Микробиолошка својства воде
Микробиолошка својства воде означавају садржај бактерија у води за пиће, и чини најважнији санитарни (хигијенски) показатељ квалитета воде.

## Опште информације
Фекално загађење људским и животињским излучевинама главни је узрок загађења воде за пиће патогеним и другим микроорганизмима. Због директне опасности по здравље становништва, вода за пиће не сме да садржи такве микроорганизме. Процес мешања воде заснован је на физичким, хемијским и биолошким дејствима, којима се постиже уклањање непожељних састојака из сирове воде.

## Индикатори фекалног загађења
Како се патогене бактерије тешко доказују у води за пиће, у одређивању њених микробиолошких својстава, истражују се само индикатори фекалног загађења.  Индикатори фекалног загађења воде су показатељи који дозвољавају да се у зависности од врсте и значаја воде (пречишћена вода, дезинфикована, флаширана и природна — сирова вода) толерише или не толерише присуство микроорганизама и води. 
Оног тренутка када се на основу основног или проширеног прегледа установи одступање од микробиолошких особина, онда се у складу са важећим „Правилником о хигијенској исправности воде за пиће“ приступа одређивању патогених микороорганизма — салмонела и шигела, али не и вибрија, Вируса итд.
У складу са хигијенско-епидемиолошким индикацијама, прате се и други микороорганизми, сем врста салмонеле и шигеле.
Примена бактериолошких норми не сме да има било каква одступања у ванредним приликама и рату у односу на стање у свакодневним условима живота. Једина отступања у ванредним приликама и рату су у томе што се у тим условима прате само два индикатора фекалног загађења:
Укупан број аеробних мезофилних бактерија
Укупан број аеробних мезофилне бактерије иако има малу вредност као показатељ присуства патогена, може се користити у оперативном мониторингу као индикатор дезинфекције воде, која има за циљ одржавање што мањег броја бактерија. Али се такоће може користити у процени чистоће и интегритета дистрибуционих система и присуства раста бактерија у биофилм формацијама на додирним површинама са водом.
Укупан број колиформних бактерија
Укупан број колиформних бактерија подразумева и фекалне колиформне бактерије, који имају посебан значај, јер одсуство колиформних бактерија може указивати на прелиминарно одсуство фекалне контаминације воде.